# Műugrás az 1984. évi nyári olimpiai játékokon
Az 1984. évi nyári olimpiai játékokon a műugrásban négy bajnokot avattak, két férfi és két női számban.

## Éremtáblázat
(A táblázatokban a rendező ország csapata eltérő háttérszínnel, az egyes számoszlopok legmagasabb értéke, vagy értékei vastagítással kiemelve.)
| Az 1984. évi nyári olimpiai játékok éremtáblázata műugrásban | Az 1984. évi nyári olimpiai játékok éremtáblázata műugrásban | Az 1984. évi nyári olimpiai játékok éremtáblázata műugrásban | Az 1984. évi nyári olimpiai játékok éremtáblázata műugrásban | Az 1984. évi nyári olimpiai játékok éremtáblázata műugrásban | Olimpia  |
| ------------------------------------------------------------ | ------------------------------------------------------------ | ------------------------------------------------------------ | ------------------------------------------------------------ | ------------------------------------------------------------ | -------- |
|                                                              | Ország                                                       | Arany                                                        | Ezüst                                                        | Bronz                                                        | Összesen |
| 1.                                                           | Egyesült Államok (USA)                                       | 3                                                            | 3                                                            | 3                                                            | 9        |
| 2.                                                           | Kína (CHN)                                                   | 1                                                            | 1                                                            | 1                                                            | 3        |
|                                                              |                                                              |                                                              |                                                              |                                                              |          |
| Összesen                                                     | Összesen                                                     | 4                                                            | 4                                                            | 4                                                            | 12       |

## Érmesek

### Férfi számok
| Az 1984. évi nyári olimpiai játékok érmesei férfi műugrásban |                                           |                                         |                                           |
| Versenyszám                                                  | Arany                                     | Ezüst                                   | Bronz                                     |
| Műugrás                                                      | Gregory Louganis · Egyesült Államok (USA) | Tan Liang-tö (Tan Liangde) · Kína (CHN) | Roland Merriot · Egyesült Államok (USA)   |
| Toronyugrás                                                  | Gregory Louganis · Egyesült Államok (USA) | Bruce Kimball · Egyesült Államok (USA)  | Li Kung-cseng (Li Kongzheng) · Kína (CHN) |

### Női számok
| Az 1984. évi nyári olimpiai játékok érmesei női műugrásban |                                          |                                           |                                            |
| Versenyszám                                                | Arany                                    | Ezüst                                     | Bronz                                      |
| Műugrás                                                    | Sylvie Bernier · Egyesült Államok (USA)  | Kelly McCormick · Egyesült Államok (USA)  | Christine Seufert · Egyesült Államok (USA) |
| Toronyugrás                                                | Csou Csi-hung (Zhou Jihong) · Kína (CHN) | Michele Mitchell · Egyesült Államok (USA) | Wendy Wyland · Egyesült Államok (USA)      |